# José Santiago Bueso Soto
José Santiago Bueso Soto (nacido 1783 en  Comayagua y fallecido en la misma ciudad el 6 de mayo de  1857) fue abogado, político de inclinación liberal y Vicepresidente del Estado de Honduras, en ejercicio del Poder Ejecutivo entre 18 de octubre y 8 de noviembre de 1855.

## Biografía
Sus padres fueron Pedro Regalado Bueso e Isabel María de Soto. Hermano del también político hondureño Mónico Bueso Soto. Su esposa fue Severiana Arbizú.
Santiago Bueso Soto, en fecha 28 de septiembre de 1821 estampo su firma en el “Acta de Adhesión del Ayuntamiento de Tegucigalpa” a favor de la independencia de Centro América.
Siendo diputado por Olancho firmó en la primera Constitución del Estado de Honduras de 1825. El 7 de octubre de 1838 en la segunda Asamblea Legislativa es diputado por Olancho, en la cesión para reformar la Constitución de 1825. 
En 1844 fue Abogado defensor del General Joaquín Rivera en el juicio que se le incoase.

### Cargos que ocupó
- 1827-1828 Presidente de la Asamblea Nacional.
- 1842 Delegado suplente por Honduras en la Convención de Chinandega Nicaragua.
- 1847-1852 Magistrado propietario de la Corte Superior de Justicia Sección de Comayagua.
- 1853-1855 Vicepresidente del Estado de Honduras.
- 1856-1857 Consejero de Estado.

En 1853 el presidente del Estado de Honduras, General José Trinidad Cabañas, confía la presidencia en su vicepresidente Santiago Bueso Soto, pero este declina la designación y es otorgada al General José Francisco Gómez y Argüelles. Cabañas sale con sus tropas hacia el occidente de Honduras a enfrentarse con la invasión guatemalteca liderada por el general Rafael Carrera. 
Posteriormente el 14 de octubre de 1855 el General Juan López Jefe de Armas del Estado de Honduras y que había derrotado previamente a José Trinidad Cabañas en la localidad de Masaguara, un 6 de octubre; el General López llega a la capital hondureña Comayagua y se da cuenta de que la administración está acéfala, convocando inmediatamente al vicepresidente Bueso Soto para que desempeñe el cargo por lo que lo hace efectivo en fecha 18 de octubre del mismo año, pero más tarde el 8 de noviembre renuncia alegando motivos de salud. Consecuentemente se designa al senador por Comayagua, don Francisco de Aguilar quien se desempeña como titular hasta el 17 de febrero de 1856, cuando hace la entrega de la presidencia al General conservador José Santos Guardiola vencedor en las elecciones.